# Alcobaça e Vestiaria
Alcobaça e Vestiaria (llamada oficialmente União das Freguesias de Alcobaça e Vestiaria) es una freguesia portuguesa del municipio de Alcobaza.

## Historia
Fue creada el 28 de enero de 2013 en aplicación de una resolución de la Asamblea de la República de Portugal promulgada el 16 de enero de 2013 con la unión de las freguesias de Alcobaça y Vestiaria, pasando a estar situada su sede en la antigua freguesia de Alcobaça.

## Demografía
| Gráfica de evolución demográfica de Alcobaça e Vestiaria entre 2011 y 2021 |
|                                                                            |
| Datos según el nomenclátor publicado por el INE portugués.                 |